# BWF-level
Het BWF-level is de internationale rangschikking van de Badminton World Federation-toernooien. Tijdens de toernooien kunnen er punten worden verdiend voor de BWF World Ranking, en in mindere mate ook voor de Circuit Ranking.

## Toernooien per rang
De toernooien worden op de verschillende rangen ingedeeld naar sterkte, maar vooral naar het prijzengeld dat er met het toernooi te verdienen valt. De verschillende toernooien zijn over vier "levels" verdeeld:
- Level 1: BWF events
  - Wereldkampioenschappen badminton
  - Olympische spelen
  - Thomas Cup, Uber Cup & Sudirman Cup

- Level 2:
  - Super Series Premier: Vijf van de twaalf Super Series toernooien, met een prijzengeld van minstens 400.000 US$.
  - Super Series: Zeven van de twaalf Super Series toernooien, met een prijzengeld van minstens 200.000 US$.

- Level 3:
  - Grand Prix Gold: Alle grand prix toernooien met een prijzengeld van minstens 150.000 US$.
  - Grand Prix: Alle grand prix toernooien met een prijzengeld van minstens 50.000 US$.

- Level 4:
  - International Challenge: Alle toernooien met een prijzengeld van minstens 15.000 US$.
  - International Series: Alle toernooien met een prijzengeld van minstens 5.000 US$.
  - Future Series: Alle toernooien met een prijzengeld van maximaal 5.000 US$.

## Punten per rang
Het aantal punten dat er te verdienen valt per toernooi is verschillen per rang waarin het toernooi door de BWF is gerangschikt.
| Plaats   | BWF events 1 | Super Series Premier 2 | Super Series 2 | Grand Prix Gold 3A | Grand Prix 3B | Int. Challenge 4A | Int. Series 4B | Future Series 4C |
| -------- | ------------ | ---------------------- | -------------- | ------------------ | ------------- | ----------------- | -------------- | ---------------- |
| Winnaar  | 12.000       | 11.000                 | 9.200          | 7.000              | 5.000         | 4.000             | 2.500          | 1.700            |
| Tweede   | 10.200       | 9.350                  | 7.800          | 5.950              | 4.250         | 3.400             | 2.130          | 1.420            |
| 3/4      | 8.400        | 7.700                  | 6.420          | 4.900              | 3.500         | 2.800             | 1.750          | 1.170            |
| 5/8      | 6.600        | 6.050                  | 5.040          | 3.850              | 2.750         | 2.200             | 1.370          | 920              |
| 9/16     | 4.800        | 4.320                  | 3.600          | 2.720              | 1.920         | 1.520             | 920            | 600              |
| 17/32    | 3.000        | 2.660                  | 2.220          | 1.670              | 1.170         | 920               | 550            | 350              |
| 33/64    | 1.200        | 1.060                  | 880            | 660                | 460           | 360               | 210            | 130              |
| 65/128   | 600          |                        |                | 320                | 220           | 170               | 100            | 60               |
| 128/256  | 240          |                        |                | 130                | 90            | 70                | 40             | 20               |
| 257/512  | 120          |                        |                | 60                 | 40            | 30                | 20             | 10               |
| 513/1024 | 60           |                        |                | 30                 | 25            | 20                | 10             | 5                |